# Riu Rurubu
El riu Rurubu o Ruvubu és un riu d'Àfrica central d'uns 300 km de longitud, que pertany a la conca hidrogràfica del Nil.
Neix al nord de Burundi, prop de la ciutat de Kayanza i s'uneix al riu Ruvyironza prop de Gitega. Travessa el Parc nacional de Ruvubu. Posteriorment entra a Tanzània on s'uneix al riu Nyabarongo.